# Montes Aquilianos

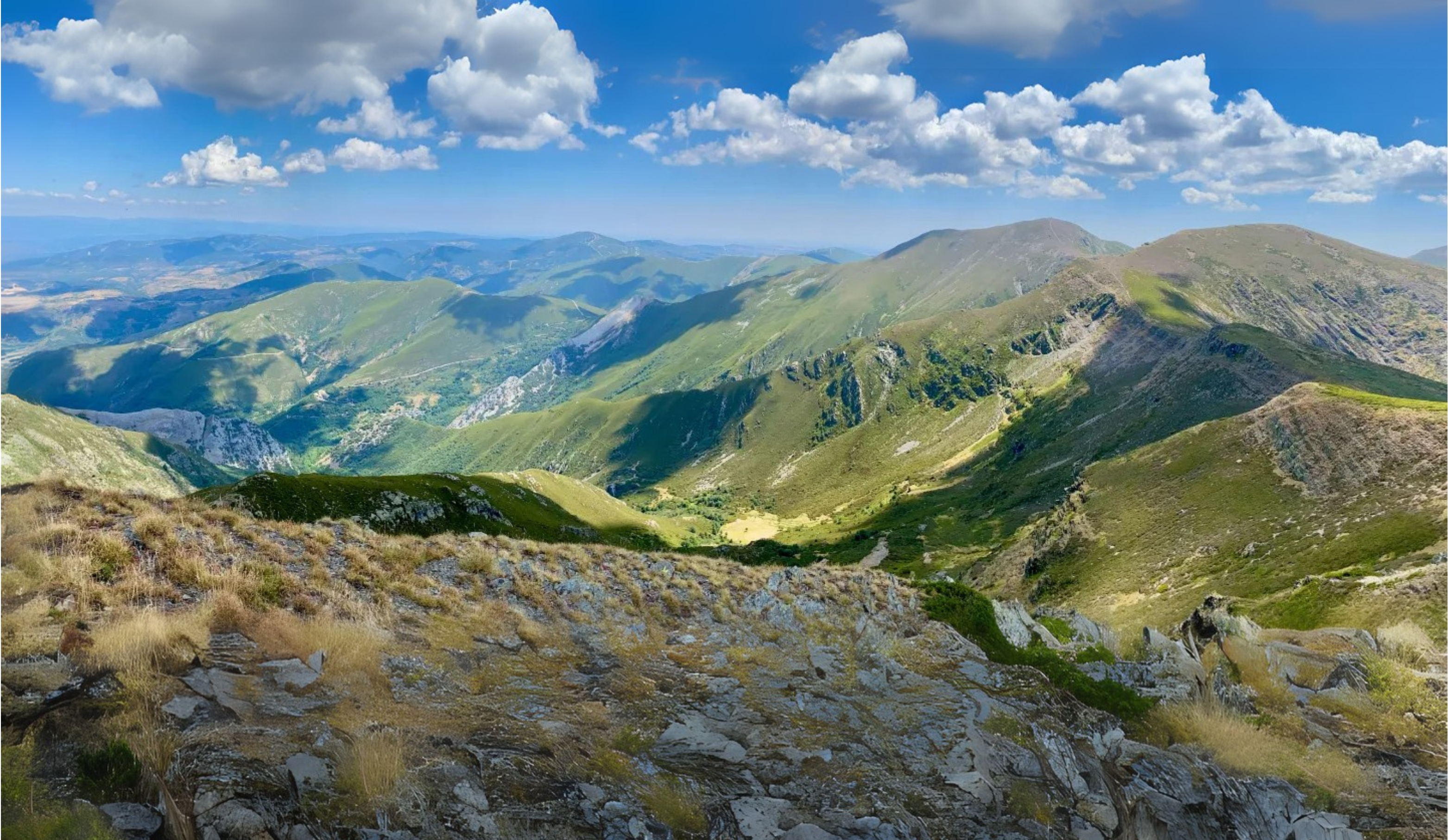
Vista de las cumbres de los montes Aquilianos desde la cima de Cabeza de la Yegua (2142 m)

Los montes Aquilianos o Aquilanos son una formación montañosa enmarcada en la unidad de los montes de León situada al sursureste de la comarca del Bierzo, en la provincia de León, comunidad autónoma de Castilla y León, España. Sirve de límite geográfico entre las comarcas tradicionales de Valdueza, Bierzo Bajo y la Cabrera.

## Toponimia
El nombre es un derivado del pico de la Aquiana, que en un documento del año 918 se denominaba Monte Aquiliana, sin duda un derivado del latín aculeus, -i ‘aguijón, punta’, debido al aspecto afilado de la montaña.

## Descripción
Los Montes Aquilianos forman parte de las estribaciones septentrionales de la sierra de los Montes de León con una dirección general este-oeste, que forma una pared montañosa al este que separa las cuencas hidrográficas de los ríos Sil y Órbigo. El punto más alto de esta sierra es Cabeza de la Yegua, con 2142 m. Al oeste divide la cuenca del Sil del río Tera, alcanzando su techo en el Teleno, con 2.188 m. En definitiva, la sierra leonesa es la línea divisoria de aguas entre las cuencas del Sil y del Duero.
El enlace entre la meseta, las sierras de León y los Aquilianos, se realiza a través de los puertos de Manzanal (1.220 m) y Foncebadón (1.500 m), que ascienden rápidamente en el Morredero, que constituye en realidad un nudo orográfico, en el que varios cordones están colgados. De ahí parten los Aquilianos, de fisiografía escarpada y escalones difíciles de cruzar. La Aquiana es el centro, desde donde el cordal desciende progresivamente en altura, por las Peñas de Ferradillo, la Peña de Voces y las Médulas, siempre a la izquierda del río Sil, hasta encontrarse con la Serra de las Yeguas, en los límites entre León y Galicia, que conduce directamente a la Peña Trevinca. Una de sus alineaciones es atravesada por el Sil en el llamado Estrecho de Covas, continuando al otro lado del río, por la Sierra de la Encina de Lastra, ya en territorio gallego.

## Hidrografía, flora y fauna
Surcados por numerosos arroyos y riachuelos, destacan el río Cabrera en su vertiente sur, el río Oza en su vertiente norte y el río Meruelo en su parte más oriental. Es la zona recorrida por este río donde mejor se conserva las características de estos montes y de los valles que forman. Son ríos, en general, de aguas limpias y libres que apenas han sido alterados por la mano del hombre (salvo en el Valle del Oza, del cual durante décadas tomo agua Ponferrada para consumo humano, intentando, actualmente, reducirse al mínimo la captación). Estos ríos han permitido la formación de bosques de ribera, junto con una gran masa arbórea de robledales, encinares, castaños y reboñales, los cuales han dado cobijo a una importante comunidad faunística, entre la que destacan el águila real, el lobo, la nutria y el desmán.

## Relieve
Son montañas que sobrepasan o cercanas a los 2000 metros de altura, destacando entre ellas, Cabeza de la Yegua, Pico Tuerto, Pico Berdianías, Meruelas, Llano de las Ovejas, Funtirín, Cruz Mayor, Pico Tesón, Monte Irago, el Pico Becerril y la Aquiana (o Guiana), siendo esta última la que da nombre a toda la cadena montañosa.

## La Aquiana y el Campo de las Danzas
La Aquiana (o Guiana), límite entre las comarcas tradicionales de La Cabrera y de Valdueza en la comarca del Bierzo. Tiene una altitud de 1846m.
Cerca de la Aquiana, se encuentra el Campo de las Danzas, una cumbre objeto de múltiples leyendas relacionadas con rituales de culto y fecundidad.